# Machine à registres illimités
En informatique, une machine à registres illimités ou URM (de l'anglais : Unlimited Register Machine) est un modèle abstrait du fonctionnement des appareils mécaniques de calcul, tout comme les machines de Turing et le lambda-calcul. Une URM est Turing-complète.

## Notations
Les registres de la machine sont représentés par :
{\displaystyle {\mathcal {R}}=\{R_{i}\}_{i\geq 1}}
et peuvent contenir des éléments de {\displaystyle \mathbb {N} }.
Un programme pour cette machine est représenté par toute suite de la forme :
{\displaystyle P=\{I_{i}\}_{i=1}^{i=n}}
qui contient une suite finie d'instructions.
Une instruction peut être :
- une remise à zéro du i-ème registre : Z(i) ;
- l'incrémentation du i-ème registre : S(i) ;
- le transfert du contenu du i-ème registre dans le j-ème registre : T(i, j) ;
- un saut conditionnel à la k-ème instruction lorsque les i-ème et j-ème registres sont égaux : J(i, j, k).

## Fonctionnement
Une URM exécute les instructions d'un programme séquentiellement, sauf lorsqu'elle rencontre une instruction de saut.
La configuration ou l'état d'un programme est l'ensemble des valeurs {\displaystyle \{a_{i}\}_{i\geq 1}} contenues dans les registres. La configuration initiale d'un programme est celle où les premiers registres contiennent les données :
{\displaystyle \{d\}_{i=1}^{i=d}}
et où tous les autres registres sont à zéro :
{\displaystyle R_{i}} contient {\displaystyle d_{i}} si {\displaystyle i\leq d} ;
{\displaystyle R_{i}} contient {\displaystyle 0} si {\displaystyle i>d}.